# Sághy Zsigmond
Sághy Zsigmond, Saághy (Hódmezővásárhely, 1844. december 24. – Budapest, 1904. január 30.) színész, színigazgató. 

## Pályafutása
Egyetemet végzett, majd 1863. június 22-én lépett színpadra Demjén Károlynál. Cselszövő-, jellem- és apaszerepekben láthatta a közönség. 1876 és 1893 színigazgató volt, Abaúj, Zemplén és Gömör vármegye nagyobb mezővárosaiban fordult meg. 1896. december 23-án jubilált a Székesfehérvárott a Rang és módban. Később felhagyott az igazgatással és a Színészegyesület ügynöke lett. Emellett vidéki társulatoknál is játszott, majd 1902. április 1-jén nyugdíjba vonult.
Felesége Kétszeri Anna (Nina) (Abony, 1848. jan. 27.–Újpest, 1923. ápr. 30.) színészszülők gyermeke volt és mint ilyen, sok gyermekszerepben játszott. Hivatalos fellépésének dátuma: 1864. január 1. 26 évig működött a pályán. 1897. január 1-én nyugdíjazták. Fia, ifjabb Sághy Zsigmond (Rozsnyó, 1867 körül – Újpest, 1904. jún. 12.) is színész volt.

## Fontosabb szerepei
- Biberách (Katona József: Bánk bán).

## Működési adatai
1869: Aradi Gerő; 1870: Novák Sándor, Kétszeri József, Károlyi; 1871–74, 1875: Lászy Vilmos; 1874, 1876, 1879: Kétszery; 1878: Miklósy Gyula; 1890: Kömley Gyula; 1895, 1897–99: Szalkay Lajos; 1896: Dobó Sándor; 1899: Mezey János; 1900: Somogyi Károly; 1901–02: Deák Péter.
Igazgatóként: 1871–74 tél: Győr; 1875: Veszprém; 1876–77: Veszprém, Vác, Baja; 1878–79: Miskolc; 1880–81: betegsége miatt nem lépett fel; 1881: Csucsa, Bánfihunyad; 1881–82: Miskolc; 1882: Tokaj, Eperjes; 1882–83: Zombor; 1883: Marcali, Csáktornya; 1883–84: Veszprém; 1884: Pápa, Szombathely, Csongrád, Nagybecskerek, Balassagyarmat; 1884–85: Kecskemét; 1885: Szombathely, Nagykanizsa, Veszprém, Szentes, Hódmezővásárhely, Makó, Nyitra; 1886: Losonc, Zsolna, Nagybecskerek, Zombor; 1887: Nagykanizsa, Pápa; 1888: Zombor, Baja; 1889: Újvidék; 1891: Petrozsény, Élesd, Brád, Sátoraljaújhely, Nagykároly; 1892: Beregszász, Nagyszőllős, Huszt. id.